# 住吉車站 (JR西日本·神戶新交通)
住吉車站（日语：／ Sumiyoshi eki */?）是一位於日本兵庫縣神戶市東灘區住吉本町1丁目，由西日本旅客鐵道（JR西日本）與神戶新交通兩家公司所共用的鐵路車站。住吉車站是JR西日本所經營的幹線路線JR神戶線（屬東海道本線的一部份），與神戶新交通所屬的輕軌運輸系統路線六甲人工島線的分岔站，也是後者的起點。
在JR所發行的車票或定期車票上，是以「(東) 住吉」的方式代表本站，其中「東」字代表東海道本線，主要是為了與同屬JR系統、位在九州熊本縣的住吉車站（JR九州三角線）做出區隔。

## 停靠路線
此站有JR西日本的東海道本線與神戶新交通的六甲人工島線（愛稱「六甲Liner」）2條路線停靠。六甲人工島線以此站為始發站。
此站位於JR西日本車站都市網絡地域內，包括在東海道本線的「JR神戶線」路線愛稱設定路段。另外此站屬於特定都區市內制度下「神戶市內」地域。JR西日本車站可使用ICOCA，神戶新交通車站可使用PiTaPa（Surutto KANSAI協議會）與各種「Surutto KANSAI」對應卡使用範圍。

## 車站結構

### JR西日本
島式月台2面4線（對應12節編組）的地面車站，設有跨站式站房。

#### 月台配置
| 月台 | 路線     | 目的地               | 備註                 |
| ---- | -------- | -------------------- | -------------------- |
| 1    | JR神戶線 | 尼崎、大阪、京都方向 | 部分早上快速列車     |
| 2    | JR神戶線 | 尼崎、大阪、京都方向 |                      |
| 3    | JR神戶線 | 三之宮、姬路方向     |                      |
| 4    | JR神戶線 | 三之宮、姬路方向     | 平日部分早上快速列車 |

### 神戶新交通
島式月台1面2線的高架車站。車站編號為R01。

#### 月台配置
| 月台 | 路線       | 目的地       | 備註                                  |
| ---- | ---------- | ------------ | ------------------------------------- |
| 1、2 | ■六甲Liner | 海濱公園方向 | 2號月台原則上只限平日早上繁忙時段使用 |

## 使用情況

### 西日本旅客鐵道
根據「從資料看見JR西日本」，2017年度1日平均上車人次為36,075人，在JR西日本車站當中排行第19位。而兵庫縣內同公司車站則排行第6位，比有新快速停靠的蘆屋站與加古川站使用人數更多。
根據「神戶市統計書」（神戶市企劃調整局綜合計劃課・編）及「兵庫縣統計書」，1日上車人次如下表。
| 年度   | 1日平均 上車人次 |
| ------ | ---------------- |
| 1999年 | 34,180           |
| 2000年 | 34,600           |
| 2001年 | 34,883           |
| 2002年 | 35,049           |
| 2003年 | 35,101           |
| 2004年 | 35,351           |
| 2005年 | 36,083           |
| 2006年 | 36,527           |
| 2007年 | 36,908           |
| 2008年 | 36,882           |
| 2009年 | 35,565           |
| 2010年 | 35,164           |
| 2011年 | 34,727           |
| 2012年 | 34,715           |
| 2013年 | 35,096           |
| 2014年 | 34,547           |
| 2015年 | 35,663           |
| 2016年 | 35,979           |
| 2017年 | 36,075           |

### 神戶新交通
2017年度年間上車人次為約4,872,000人，一日約13,348人（平均）。這在六甲人工島線內6個車站當中排行第1位，神戶新交通全線僅次於三宮站排行第2位。

## 相鄰車站
西日本旅客鐵道
 JR神戶線（東海道本線）
■新快速
通過
■快速
蘆屋（JR-A54）－住吉（JR-A57）－六甲道（JR-A58）
■普通
攝津本山（JR-A56）－住吉（JR-A57）－六甲道（JR-A58）

神戶新交通
六甲人工島線（六甲Liner）
住吉（R01）－魚崎（R02）

## 外部連結
- 住吉｜車站資訊：JR出門網 - 西日本旅客鐵道
- 住吉站（页面存档备份，存于） - 神戶新交通